# Мауерштеттен
Мауерштеттен (нім. Mauerstetten) — громада в Німеччині, знаходиться в землі Баварія. Підпорядковується адміністративному округу Швабія. Входить до складу району Остальгой.
Площа — 16,55 км2. Населення становить 3153 ос. (станом на 31 грудня 2020).